# La nonne sanglante
La nonne sanglante (título original en francés; en español, La monja sangrienta) es una ópera en cinco actos con música de Charles Gounod y libreto en francés de Eugène Scribe y Germain Delavigne. Escrita entre 1852 y 1854, se estrenó el 18 de octubre de 1854 en la Salle Le Peletier por la Ópera de París. Tuvo 11 representaciones entre octubre y noviembre de 1854. Su pobre recepción, en medio de varias crisis, contribuyó a que despidieran al director de la Ópera, Roqueplan, quien fue reemplazado por su adversario François Crosnier. Crosnier inmediatamente canceló la temporada, diciendo que "semejante porquería" (pareilles ordures) no se tolerarían más.
En las estadísticas de Operabase aparece con sólo una representación en el período 2005-2010.

## Personajes
| Personaje                 | Tesitura     | Reparto el 18 de octubre de 1854 Director: Narcisse Girard |
| ------------------------- | ------------ | ---------------------------------------------------------- |
| El conde de Luddorf       | bajo         | Jean-Baptiste Merly                                        |
| El barón de Moldava       | bajo         | Jacques-Alfred Guignot                                     |
| Pedro el Ermitaño         | bajo         | Jean Depassio                                              |
| Rodolfo, hijo de Luddorf  | tenor        | Louis Guéymard                                             |
| Agnés, hija de Moldava    | soprano      | Anne Poinsot                                               |
| La Monja Sangrienta       | mezzosoprano | Palmyre Wertheimber                                        |
| Arturo, criado de Rodolfo | soprano      | Marie-Dussy                                                |